# Alexandr Hackenschmied
Alexandr Hackenschmied, urodzony jako Alexander Siegfried George Hackenschmied, znany później jako Alexander Hammid (ur. 17 grudnia 1907 w Linz, zm. 26 lipca 2004 w Nowym Jorku) – czesko-amerykański fotograf, reżyser filmowy, operator i montażysta. Wyemigrował do USA w 1938 roku i zaangażował się w amerykańskie kino awangardowe. Jest najbardziej znany z trzech filmów: Kryzysu (1939), Sieci popołudnia (1943) i Żyć! (1964). Najbardziej znany jest ze swojej pracy w filmie dokumentalnym, zarówno jako reżyser, operator, jak i montażysta.
Film Sidła popołudnia stworzył z Mayą Deren, z którą był żonaty od 1942 do 1947 roku. Jego drugą małżonką była fotografka Hella Heyman, która również współpracowała z Hammidem i Deren przy kilku filmach. Był laureatem Oscara za najlepszy krótkometrażowy film dokumentalny za film Żyć!.

## Biografia

### Kariera w Czechosłowacji
Urodzony w Linzu w Austro-Węgrzech jako syn nauczyciela. W 1930 roku Hackenschmied stworzył swój pierwszy film Bezúčelná procházka (Bezczelny spacer), który zapoczątkował awangardę filmową w Czechosłowacji. W tym samym roku zorganizował również Wystawę Nowej Fotografii Czeskiej w Aventinskiej Mansardzie – witrynie dla artystów wydawnictwa Aventinum w Pradze – oraz pierwszy pokaz europejskich filmów awangardowych w kinie Kotva, również w Pradze. Współpracował z ilustrowanym tygodnikiem „Pestrý týden”, a także opublikował szereg artykułów na temat fotografii i filmu, w których sformułował nową estetykę obu dziedzin.
Przed emigracją z Czechosłowacji Hackenschmied pracował dla Baťa Film Studio w Zlínie, założonego w latach 30. XX wieku przez Jana Antonína Baťę, który zatrudniał młodych filmowców i artystów do tworzenia nowoczesnych filmów, głównie reklamowych. Podczas pracy tam Hackenschmied zrealizował liczne filmy reklamowe i dokumentalne. Jednym z najbardziej znanych był czterominutowy spot reklamowy opon Baťa zatytułowany The Highway Sings. Stworzony wspólnie z reżyserem Elmarem Klosem i operatorem Janem Lukášem w 1937 roku, przedstawiał awangardowy montaż ruchu opon samochodowych.

### Kariera w Stanach Zjednoczonych
Pod koniec lat 30. współpracował z amerykańskim filmowcem Herbertem Kline’em przy pełnometrażowym filmie dokumentalnym Kryzys (Crisis, 1939) i w obliczu aneksji Czechosłowacji przez hitlerowskie Niemcy wyemigrował do USA, gdzie poznał i poślubił Mayę Deren. Razem stworzyli Sieci popołudnia (Meshes of the Afternoon, 1943), eksperymentalny film, w którym reżyserzy zagrali dwie główne postacie. Wyreżyserował także filmy dokumentalne The Forgotten Village (1941), The Valley of the Tennessee (1944) i A Better Tomorrow (1945). Hammid stworzył również 22-minutowy film krótkometrażowy The Private Life of a Cat (1947) o kotach i ich codziennym życiu. Film zaczyna się od widoku dwojga kotów, samca i samicy. Samica zostaje zapłodniona przez samca i zaczyna szukać schronienia na czas porodu kociąt. Film pokazuje poród pięciorga kociąt w szczegółach.
W 1944 roku wyreżyserował film dokumentalny z udziałem dyrygenta Arturo Toscaniniego, Hymn of the Nations, wyprodukowany przez Biuro Informacji Wojennej. Wystąpił także w filmie Mai Deren At Land (1944), 15-minutowym niemym filmie eksperymentalnym. Jego film dokumentalny Library of Congress (1945) był nominowany do Oscara w kategorii Najlepszy krótkometrażowy film dokumentalny. Przez lata 50. i 60. Hammid tworzył filmy dokumentalne. W 1951 roku Hackenschmied i Gian Carlo Menotti wspólnie wyreżyserowali filmową wersję opery Menottiego The Medium.
Hackenschmied wyreżyserował także film współtworzony z filmowcem Francisem Thompsonem, Żyć! (To Be Alive!, 1964), przygotowany na potrzeby Wystawy Światowej w Nowym Jorku w 1964 roku. Film zdobył Oscara w kategorii Najlepszy krótkometrażowy film dokumentalny w 1965 roku. Hammid współpracował z Thompsonem przez ponad 25 lat, tworząc liczne filmy dokumentalne, a także kilka produkcji przeznaczonych dla szerokiej publiczności. Jednym z najbardziej znanych jest pierwszy film w formacie IMAX, To Fly! (1976), który miał premierę w Smithsonian Institution’s National Air and Space Museum podczas uroczystego otwarcia muzeum 1 lipca 1976 roku. Hackenschmied brał udział w tworzeniu kilku innych wczesnych filmów IMAX.
Hackenschmied zmarł w lipcu 2004 roku w swoim apartamencie na Manhattanie. Miał 96 lat.

## Nagrody
| Rok  | Film | Festiwal/instytucja                           | Nagroda                                              | Wynik   |
| ---- | ---- | --------------------------------------------- | ---------------------------------------------------- | ------- |
| 1964 | Zyć! | New York Film Critics Circle                  | Wyróżnienie Specjalne                                | Wygrana |
| 1965 | Zyć! | Amerykańska Akademia Sztuki i Wiedzy FIlmowej | Oscar za najlepszy krótkometrażowy film dokumentalny | Wygrana |